# 知久寿焼のうた その2〜ほとんど弾き語り新録もの〜
『知久寿焼のうた その2〜ほとんど弾き語り新録もの〜』（ちくとしあきのうた そのに ほとんどひきがたりしんろくもの）は、知久寿焼のアルバム。2019年2月10日に『知久寿焼のうた その1〜いままでの音源ひとまとめ〜』と同時発売された。

## 概要
知久にとって初のソロ・アルバムで、ブリッジWebショップとちく商会通販で販売され、その後全国流通された。
これまで知久のソロ作品は、ライブの物販で販売されているCD-Rやライブ映像作品、コンピレーション・アルバムのみで、ライブ会場でしか聴くことが出来ない楽曲が多く存在していた。これによりファンからアルバムのリリースの要望が寄せられ、「まずは今までの音源をひとまとめにする」という気持ちから本作が制作された。
本作には新たに録音された音源10曲が収録され、「セシウムと少女」以外は知久のみの弾き語り音源となっている。
本作の発売を記念し、4月1日にスターパインズカフェでレコ発ライブ『知久寿焼のうた発売祝い〜はじめてのレコ発〜』が開催された。同ライブにはゲストで関島岳郎、うつみようこ、大塚やよい、中川樹海が参加した。

## 収録曲
1. いたわさ
2. あめふらし
3. ここはもののけ番外地
たま時代の楽曲のセルフカバー。
4. きこえないうた
U-zhaanが作曲したインストゥルメンタルの楽曲に、知久が歌詞を付けたもの。
5. 死んぢゃってからも
ミュージック・ビデオは草野翔吾が手がけたもので、知久が街中を歩いたりコンビニエンスストアに立ち寄る様子が収められている[5]。
6. すいか畑
7. むりなおみやげ
8. うどんかぞえうた
原曲は「知久寿焼とうどんオールスターズ」名義で発表された楽曲。
9. セシウムと少女 / 知久寿焼とユザーン
U-zhaanとのセッション音源で、タブラを主体としたアレンジになっている[1]。原曲は同名映画の主題歌（知久の単独名義）。
10. ちょっと今ここだけの歌